# Briod
Briod är en kommun i departementet Jura i regionen Bourgogne-Franche-Comté i östra Frankrike. Kommunen ligger i kantonen Conliège som tillhör arrondissementet Lons-le-Saunier. År 2022 hade Briod 211 invånare.

## Befolkningsutveckling
Antalet invånare i kommunen Briod
Referens:INSEE